# Sakana

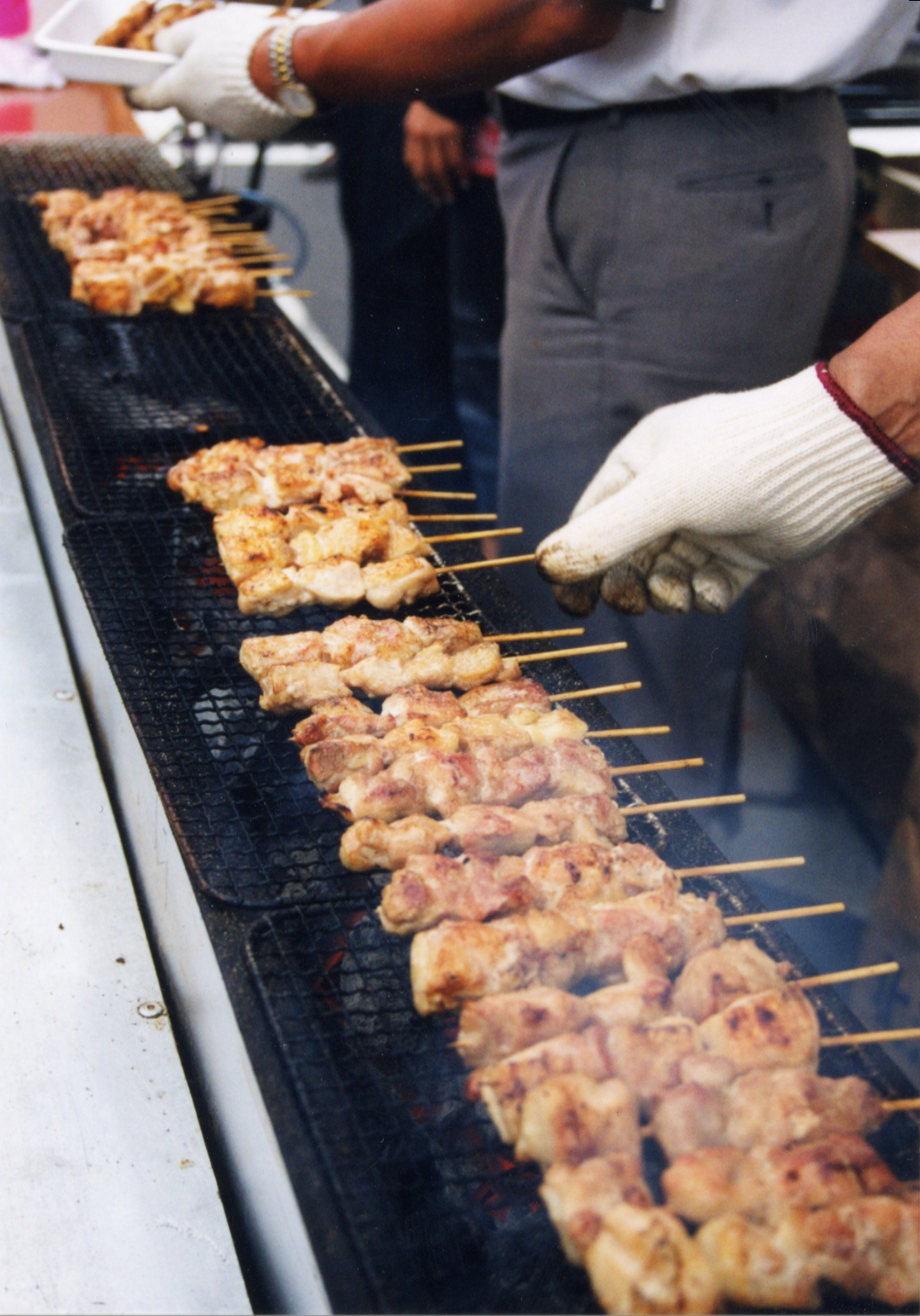
Un comune sakana: gli yakitori.

Sakana (肴?) o shukō (酒肴?) è un termine comune nella cucina giapponese, utilizzato per indicare quelle pietanze che si consumano accompagnate con delle bevande alcoliche.

## Elenco
Fra i più tipici sakana:
- Yakitori - spiedini di pollo alla griglia e pezzi di pollo
- Kushiyaki - spiedini alla griglia di carne o di verdure
- Sashimi - fette di pesce crudo
- Tsukemono - sottaceti
- Kimchi - sottaceti piccanti
- Edamame - soia salata
- Shiokara - frutti di mare fermentati.
- Uni - Riccio di mare
- Ikura - uova di salmone, ovvero caviale
- Mentaiko - uova di pollock;
- Tarako - Pollock
- Sujiko
- Tatami Iwashi -
- Arare